# Plectris aerata
Plectris aerata är en skalbaggsart som beskrevs av Hermann Burmeister 1855. Plectris aerata ingår i släktet Plectris och familjen Melolonthidae. Inga underarter finns listade i Catalogue of Life.